# Maurice Fiévez
Maurice Fiévez (* 1. Juni 1890 in Frasnes-lez-Anvaing; † 26. April 1945 im KZ Flossenbürg) war ein belgischer römisch-katholischer Geistlicher und Märtyrer.

## Leben
Maurice Fiévez wurde in Frasnes-lez-Buissenal (Ortschaft der Gemeinde Frasnes-lez-Anvaing) geboren. Er wuchs in der belgischen Provinz Hennegau im Bistum Tournai auf. Im Ersten Weltkrieg erwarb er sich als Sanitäter zahlreiche Auszeichnungen. 1919 wurde er zum Priester geweiht. Die Stationen seines Wirkens waren: Binche, Aubechies, Ellezelles, Pfarrer in Sautin, in Montignies-lez-Lens und zuletzt in Pont-à-Celles.
Während der Besetzung durch das nationalsozialistische Deutschland engagierte er sich im Widerstand. Die  Geheime Feldpolizei verhaftete ihn am 1. Dezember 1942. Er kam über die Gefängnisse Charleroi und Saint-Gilles/Sint-Gillis nach Bayreuth. Dort zog er sich Typhus und eine Phlegmone zu. Im April kam er in das KZ Flossenbürg. Er erlebte am 23. April die Befreiung durch die Amerikaner, war aber bereits todkrank und starb am 26. April 1945 im Alter von 54 Jahren.

## Gedenken
In Pont-à-Celles ist die Rue de l'Abbé Fiévez nach ihm benannt.